# 亚泥俺海峡

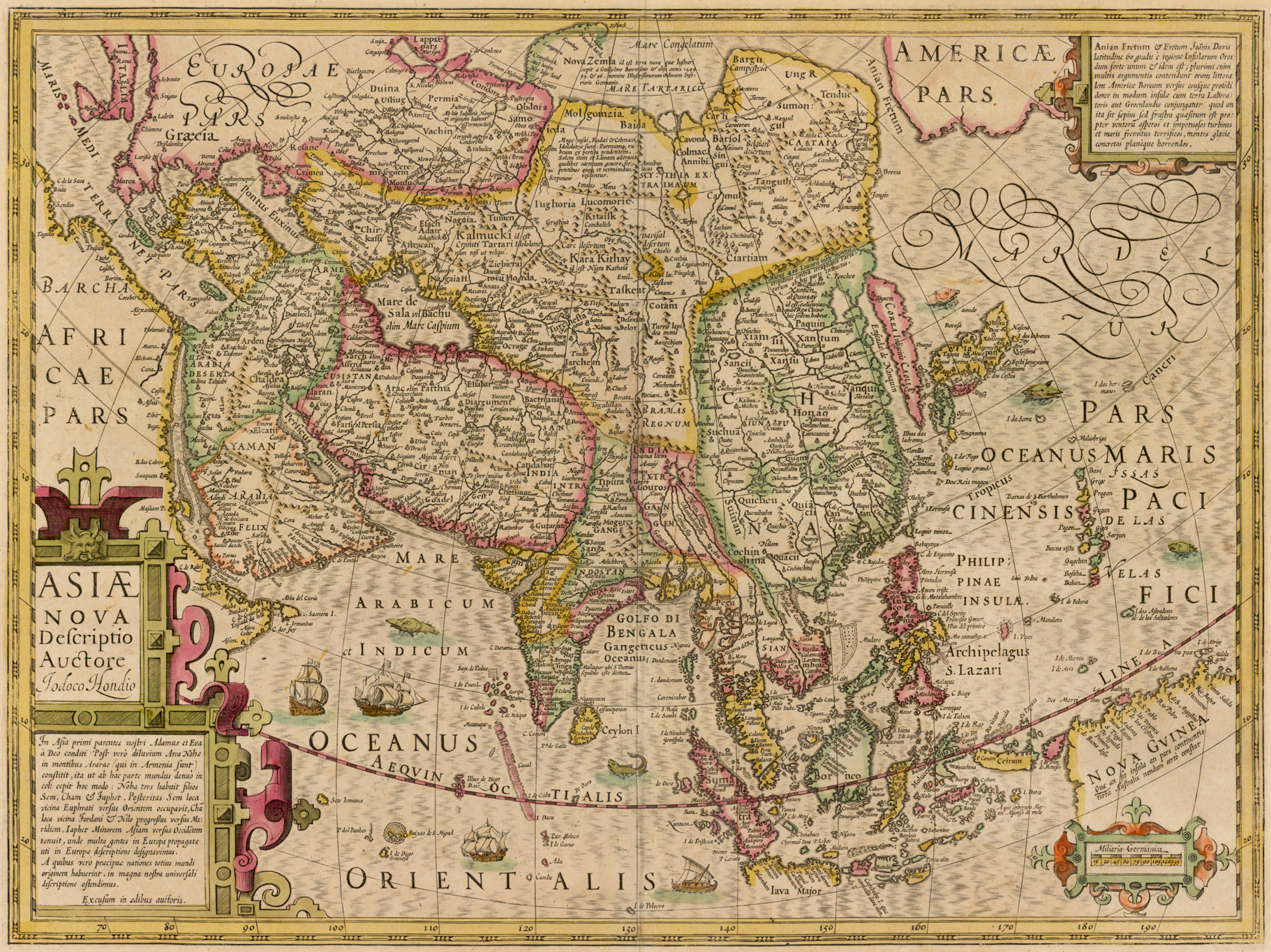
1610年欧洲人绘制的一副世界地图，在如今白令海峡的大概位置上标注着“Anian Fretum”，即“亚泥俺海峡”

亚泥俺海峡（英語：Strait of Anián）是欧洲地理大发现时代一个半神话性质的海峡，当时的欧洲地图学家们相信这是一条分割东北亚洲和西北美洲大陆、连接北冰洋和太平洋的狭窄航道，因此也成为了当时欧洲探险家们为向西前往亚洲而苦苦寻找的西北航道中的重要一部分。有关这条神秘海峡的存在早在16世纪就已在欧洲地图家和探险家之间流传，后也有过数次试图寻找它的远航，直到1728年丹麦探险家维他斯·白令终于发现了白令海峡，终结了有关亚泥俺海峡的猜想。

## 起源

传入日本后抄绘上色的《坤舆万国全图》，其中在如今白令海峡的大概位置上写着“亚泥俺峡”，一旁还有注释“此处古谓两边之地相连，今已审有此大海隔开，北海可通北海”

有关亚洲和美洲大陆被海洋分离的这个概念很早便已在欧洲出现了——马丁·瓦尔德泽米勒早在1506年的地图就标示着亚洲和美洲大陆中间是有海洋隔开的，而阿拉伯学者穆罕默德·伊德里西1154年为西西里国王鲁杰罗二世所作的《鲁杰罗之书》地图中便显示亚洲最东处是一片汪洋。不过著名威尼斯地图家贾科莫·盖斯托迪在于1562年所绘制的一幅地图上第一次明确地以“亚泥俺海峡”来称呼这片分割美亚大陆的海域，欧洲的其他地图家们随后也纷纷效仿，这个名字便普及了开来。
至于“亚泥俺”这个名字，原本在拉丁文中写作“Anian”，应该来自1559年版《马可·波罗游记》中的一个中国地名“Ania”（据推测可能是指当时元朝云南行中书省辖下的安宁州）。“亚泥俺”这个中文译名则来自1608年耶稣会传教士利玛窦所绘制的《坤舆万国全图》，其中将拉丁文“Anian Fretum”翻译为“亚泥俺峡”。